# Jan Rybář (novinář)
Jan Rybář (* 6. března 1971 Hradec Králové) je český novinář, fotograf a autor několika knih.

## Život
V Praze vystudoval geologii (Mgr.) a mezinárodní vztahy (Ph.D.), ve Skotsku žurnalistiku (MLitt.). Téměř 13 let pracoval jako reportér zahraničního oddělení MF DNES, poté jako šéfredaktor cestovatelského časopisu Travel Digest. Pro rok 2011 získal grant Rok jinak Nadace Vodafone. Vede vlastní kreativní agenturu Amaze.cz a řídí web o fotografování Fotoguru.cz.
V roce 2004 vyhrál hlavní cenu v soutěži Czech Press Photo za fotografii Bolest Beslanu, kterou pořídil na pohřbu jednoho ze zabitých dětí při teroristickém útoku na školu 7. září 2004 v kavkazském Beslanu. O rok později vyšla jeho první reportážní kniha Historky z konce světa, která byla v roce 2009 v anketě časopisu GEO a serveru Hedvábná stezka zařazena mezi TOP 30 nejlepších česky psaných cestopisů všech dob. Po ní následovalo volné pokračování s názvem Válečníci, teroristé a jiní šílenci (2008).
Navštívil desítky zemí světa, od Japonska přes Afghánistán a Irák po Guantánamo. Napsal a nafotografoval stovky reportáží (pro MF DNES, ale například i pro český National Geographic).
V roce 2010 uspěl v Literární soutěži Knižního klubu – jeho rukopis Čtvrtá kostka obsadil neoficiální druhé místo. Stal se totiž jediným titulem, který kromě vítězné knihy vybrala komise ze 74 rukopisů k vydání. Čtvrtá kostka se odehrává v rudolfínské Praze a má podtitul renesanční detektivka. Vyšla v říjnu téhož roku. Za prvních osm měsíců se jí prodalo téměř 10 000 kusů.